# Cirkuszhercegnő (verseny)
A Cirkuszhercegnő (angolul: Circus Princess, svédul: CirkusPrinsessan) egy olyan cirkuszfesztivál, ahol kizárólag női cirkuszművészek versenyeznek "Az év Cirkuszhercegnője" címért. A versenyt a Bronett testvérek (Henry és Robert) indították el apjuk, François ötlete alapján 1995-ben, Svédországban.
A fesztivált a női cirkuszművészek világbajnokságának is nevezik.

## Története
Az első fesztiválra 1995 áprilisában került sor. 2003-ig minden évben megtartották, 2004 és 2008 között pénzügyi problémák miatt maradt el.
A verseny 2009-ben, Stockholmban indult újra 10 résztvevővel, október 22. és 25. között. Az utolsó verseny 2010 szeptember 30. és október 3. került megrendezésre Göteborgban.

## A verseny győztesei
| Év   | Előadó                     | Ország               | Műsorszám              |
| ---- | -------------------------- | -------------------- | ---------------------- |
| 1995 | Guangdong Akrobata Csoport | Kína                 | talaj akrobaták        |
| 1996 | Aurelia Cats               | Franciaország        | szóló trapéz           |
| 1997 | Julia Kolosova             | Oroszország          | légtornász hula-hoppal |
| 1998 | Stephanie Gasparoli        | Svájc                | lengő trapéz           |
| 1999 | Irena Purschke             | Németország          | vertikális kötél       |
| 2000 | Shirley Dean               | Ausztria             | zsonglőr               |
| 2001 | Svetlana Belova            | Oroszország          | hajlékony akrobata     |
| 2002 | Nereus Éva                 | Magyarország         | kézen egyensúlyozás    |
| 2003 | Maria Juana Jimenez        | Németország / Mexikó | trapéz                 |
| 2009 |                            |                      |                        |
| 2010 | Becky Priebe               | Kanada               | komikus hulahopp       |

## Hang és Kép
- 1996-os verseny. YouTube

- Aurelia Cats (1996 győztes). YouTube
- Irena Purschke (1999 győztes). YouTube
- Dean Shirley (2000 győztes). YouTube
- Svetlana Belova (2001 győztes). YouTube
- Nereus Éva (2002 győztes). YouTube
- Becky Hoops (2010 győztes). YouTube

## Külső hivatkozások
- A verseny hivatalos honlapja